# Valentín Andrés Álvarez y Álvarez
Valentín Andrés Álvarez y Álvarez (Grado, 1891 - 1982) va ser un escriptor, economista, humorista i físic espanyol de la Generació del 27.

## Biografia
Va cursar els seus estudis de secundària a Oviedo i Gijón i posteriorment es va traslladar a Madrid per llicenciar-se en Ciències Físiques. Va ser a la capital on va conèixer a Ortega y Gasset, que seria el seu gran amic.
La seva passió per l'astronomia el va portar a traslladar-se a París, però com ell mateix va confessar, «vaig tornar de París només amb un llibre de versos». Ortega va definir Valentín Andrés com «l'home que sempre està deixant de ser alguna cosa», i així va quedar palès després del seu retorn a Espanya, on va reprendre els estudis universitaris per llicenciar-se en Dret i en Ciències Polítiques i Econòmiques. Famoses van ser les seves recepcions en el seu palauet de Dóriga, Salas (Astúries), on va rebre en més d'una ocasió al seu amic Benjamín Jarnés però també a García Lorca, a qui va allotjar a Dóriga cap a 1932 al costat de la seva companyia de teatre La Barraca. Com a humorista va ser un deixeble de Ramón Gómez de la Serna.
Valentín Andrés va combinar la seva extensa carrera com a economista amb la seva activitat literària, de l'assaig a la poesia, passant per la novel·la i el teatre. En 1948 va ingressar a la Reial Acadèmia de Ciències Morals i Polítiques

## Obra
Narrativa
- Telarañas en el cielo.
- Sentimental-Dancing, Madrid : Artes de la Ilustración, 1925.
- Naufragio de la Sombra.

Assaig
- Apuntes de Introducción a la Economía Española (1944).
- Contabilidad Nacional de España (1954-1964) en col·laboració.
- Tabla input-output de la Economía española (1958-68) en col·laboració.
- Relaciones estructurales y desarrollo económico. Las tablas input-output como instrumento para la programación económica de España (1960) en col·laboració. Dirigida per Manuel de Torres.
- Más allá de la Economía (1962),
- Ciencia social y análisis económico estudios en homenaje al profesor Valentín Andrés Álvarez / Coordinación de José L. García Delgado y Julio Segura. — Madrid : Tecnos, D.L. 1978. — 539 p., 1 h. pleg. : gráf. ; 24 cm ISBN 84-309-0784-X
- Guía espiritual de Asturias y obra escogida / por Valentín Andrés Álvarez. — Oviedo : Caja de Ahorros de Asturias, 1980. — 244 p. ; 26 cm. — (Ciencias y Humanidades ; 1) ISBN 84-500-3508-2
- Y en el principio fue la manzana / Textos Valentín Andrés Álvarez... [et al.] ; il. Julia Alcayde... [et al.]. — Oviedo : Caja de Ahorros de Asturias, 1985. — 64 p. : principalmente il. ; 28 cm ISBN 84-505-1939-X
- En serio y en broma Oviedo : Instituto de Estudios Asturianos, 1991.

Memòries
- Memorias de medio siglo Oviedo: 1989. ISBN 84-505-8910-X